# (13088) Filipportera
(13088) Filipportera (1992 PB1) – planetoida z pasa głównego asteroid okrążająca Słońce w ciągu 5,59 lat w średniej odległości 3,15 j.a. Odkryta 8 sierpnia 1992 roku.